# Un cœur brisé
Ne doit pas être confondu avec Cœur brisé.
 (juin 2025).
Motif : Pas de sources. Le lien inter-langue vers la page en anglais est très pauvre en sources.
- Archive Wikiwix
- Bing
- Cairn
- DuckDuckGo
- E. Universalis
- Gallica
- Google
- G. Books
- G. News
- G. Scholar
- Persée
- Qwant
- (zh) Baidu
- (ru) Yandex
- (wd) trouver des œuvres sur Wikidata

| 1. | Préciser le motif de la pose du bandeau. | Précisez le motif de la pose du bandeau en utilisant la syntaxe suivante : {{admissibilité à vérifier\|date=juin 2025\|motif=remplacez ce texte par le motif}}                     |
| 2. | Informer les utilisateurs concernés.     | Pensez à avertir le créateur de l'article, par exemple, en insérant le code ci-dessous sur sa page de discussion : {{subst:avertissement admissibilité à vérifier\|Un cœur brisé}} |

Un cœur brisé (en anglais Love Lessons) est un roman pour jeunesse écrit en 2005 par l'auteure anglaise Jacqueline Wilson.

## Synopsis
Prudence a 14 ans. Elle ne va pas à l'école, elle est enseignée à domicile par son père ultra-conservatif. Elle vit aussi avec sa mère et sa sœur cadette, Grace. Elle n'a pas d'amies, pas d'argent, ni de vêtements, car ils sont pauvres et la bibliothèque de son père est privée de visiteurs.
La jeune fille est très douée en dessin, aime beaucoup la littérature classique, surtout Jane Eyre dont elle s'est faite une amie imaginaire.
Lorsque son père est atteint d'une crise cardiaque, elle doit commencer à aller à l'école, pour la première fois. Tandis que sa sœur, simple d'esprit, se fait tout de suite des nouvelles amies, Prudence ne s'intègre pas du tout au collège. Elle ne comprend pas la mentalité des autres adolescents, n'arrive pas à faire des maths, et ne sait pas se comporter correctement. Elle attire l'attention du plus beau garçon de la classe, la haine de sa petite amie, mais elle ne montre aucun intérêt.
La seule personne qui la comprend est le professeur d'arts, Raxberry (appelé Rax). Elle s'attache à lui, il lui propose de faire du baby-sitting chez eux le vendredi, tandis qu'avec sa femme, ils sortent au cinéma.
Prue tombe amoureuse de Rax, et les 15 minutes qu'elle passe en voiture avec lui, tandis qu'il la ramène, deviennent le centre de sa vie. Lorsque Prudence se rapproche de lui, son professeur veut arrêter ses séances de baby-sitting. Néanmoins, la jeune fille vient une fois de plus, et dans la voiture, elle l'embrasse. Il se révèle que le sentiment est plus ou moins réciproque.
Le lendemain, à l'école, il l'ignore. Prudence va aller voir son père à l'hôpital, et il annonce qu'il ne souhaite pas que ses filles continuent de fréquenter ce collège. De son retour à l'école, Prue court rejoindre son professeur dans la classe d'arts, et commence à pleurer en lui expliquant la cause. Il la prend dans ses bras au moment lorsque Sara, sa camarade de classe qui est légèrement mentalement retardée, rentre. Leur relation est découverte, Prudence est déplacée dans un autre lycée afin que le professeur Raxberry ne soit pas obligé de quitter son poste.